# نيك سيمونز (ممثل)
نيك سيمونز (بالإنجليزية: Nick Simmons)‏ هو ممثل أمريكي، ولد في 22 يناير 1989 في لوس أنجلوس في الولايات المتحدة.

## أعمال

### أفلام
- (2014) عيون محدقة[4]

## وصلات خارجية
- الموقع الرسمي
- نيك سيمونز على موقع IMDb (الإنجليزية)
- نيك سيمونز على موقع ميوزك برينز (الإنجليزية)
- نيك سيمونز على موقع إن إن دي بي (الإنجليزية)
- نيك سيمونز على موقع ديسكوغز (الإنجليزية)
- نيك سيمونز على موقع قاعدة بيانات الفيلم (الإنجليزية)